# 綏遠省
綏遠省（すいえんしょう）は、中華民国にかつて存在した省。

## 管轄区域
現在の内モンゴル自治区フフホト市・包頭市・バヤンノール市・オルドス市・ウランチャブ市に相当する。
東は察哈爾省、西は寧夏省、南は山西省及び陝西省、北は蒙古地方に接していた。

## 沿革

### 綏遠特別区域
清代は漠南蒙古の一部であり、綏遠将軍が駐留して山西省帰綏道に属していた。
中華民国が成立すると1914年（民国3年）、北京政府は山西省帰綏道の12県及び内モンゴルの烏蘭察布盟・伊克昭盟に綏遠特別区を新設、綏遠都督が各県盟の行政事務を統括することと定められ、都督公署は帰綏県に設置された。
1914年（民国3年）6月、豊鎮・涼城・興和・陶林の4県が察哈爾特別区域に移管されている。

### 綏遠省
1928年（民国17年）9月5日、国民政府は党中央政治会議第153回会議で綏遠特別区域を綏遠省として再編することを決定、10月20日に綏遠省政府が正式に発足し、初代省政府主席には徐永昌が就任した。1929年（民国18年）1月1日、察哈爾省より豊鎮・涼城・興和・陶林の4県が移管され行政区画がほぼ確定している。しかし省成立後まもなく蒙古族と省政府の間で省の行政主導権を巡る対立が続き、1936年には内蒙古の自治独立を目指すモンゴル族の一派が日本の関東軍の支援を受けた漢族の小軍閥と連携して綏遠省を占拠すべく武装蜂起を起こすが鎮圧されるという擾乱が起きている（綏遠事件）。1937年（民国26年）、日中戦争が勃発すると省域の大部分は日本軍により占領され、省政府は伊克昭盟及び河套地区の一部を支配するに過ぎなくなった。1945年（民国34年）の日本の敗戦に伴い省政府による綏遠省全域の支配が再開したが、それも束の間中国共産党との内乱が始まり、1949年（民国38年）9月19日に省主席の董其武が共産党勢力に帰順するにおよんで、綏遠省における国民政府の施政権は完全に失われることになった。

## 行政区画
中華人民共和国建国直前、下部に3市20県17旗を管轄した。（50音順）
- 市
  - 帰綏市
  - 陝壩市:1943年10月、臨河県陝壩地区に新設。
  - 包頭市
- 県
  - 安北県:1925年7月、大佘太設治局として成立。1931年6月に安北設治局と改称。1942年4月、県制施行。
  - 晏江県:1942年4月、五原県西部に晏江設治局として成立。1944年4月、県制施行。
  - 帰綏県:旧称は帰化県。1914年1月改称。
  - 興和県
  - 五原県
  - 固陽県
  - 薩拉斉県
  - 集寧県:1922年2月、集寧招墾設治局として成立。1923年12月、県制施行。
  - 清水河県
  - 託克託県
  - 東勝県
  - 陶林県
  - 武川県
  - 米倉県:1942年4月、臨河県の一部に新設。
  - 豊鎮県
  - 包頭県
  - 涼城県:旧称寧遠県。1914年1月改称。
  - 臨河県
  - 狼山県:1942年4月、臨河県北部に狼山設治局として成立。1944年4月、県制施行。
  - 和林格爾県
- 旗
  - 察哈爾右翼
    - 察哈爾右翼鑲紅旗
    - 察哈爾右翼鑲藍旗
    - 察哈爾右翼正黄旗
    - 察哈爾右翼正紅旗

  - 烏蘭察布盟
    - 烏拉特後旗
    - 烏拉特前旗
    - 烏拉特中旗
    - 喀爾喀右翼旗（達爾罕旗）
    - 茂明安旗
    - 四子部落旗:通称四子王旗。

  - 伊克昭盟
    - 帰化土黙特旗
    - 鄂爾多斯左翼後旗
    - 鄂爾多斯左翼前旗
    - 鄂爾多斯左翼中旗
    - 鄂爾多斯右翼後旗
    - 鄂爾多斯右翼前旗
    - 鄂爾多斯右翼前末旗

## 歴代長官

### 綏遠将軍（北京政府）
1. 堃岫：1912年1月 - 10月
2. 張紹曽：1912年10月 - 1914年4月（1913年10月まで署理）
3. 潘矩楹：1914年4月 - 7月（署理）

### 綏遠都統（北京政府）
1. 潘矩楹：1914年7月 - 1916年10月（1915年11月まで署理）
2. 蔣雁行：1916年10月 - 1917年7月
3. 陳光遠：1917年7月 - 8月
4. 蔡成勲：1917年8月 - 1921年5月（1920年12月より甘粛督軍兼任）
5. 馬福祥：1921年5月 - 1925年1月
6. 李鳴鐘：1925年1月 - 1926年1月（署理）
7. 劉郁芬：1926年1月 - 9月
8. 商震：1926年9月 - 1927年11月
9. 汲金純：1927年11月 - 1928年6月
10. 李培基：1928年6月 - 11月

### 省政府主席（国民政府）
1. 徐永昌：1928年10月 - 1929年8月
2. 李培基：1929年8月 - 1931年8月
3. 傅作義：1931年8月 - 1946年10月（1931年12月まで代理）
4. 董其武：1946年10月 - 1949年10月